# Silas Condict
Silas Condict (* 7. März 1738 in Morristown, Province of New Jersey; † 6. September 1801 ebenda) war ein US-amerikanischer Politiker, der als Delegierter aus New Jersey am Kontinentalkongress teilnahm.
Silas Condict schloss die auf das Studium vorbereitende Schule ab, setzte seine Ausbildung dann aber nicht weiter fort. Er verfügte über großen Grundbesitz in seiner Heimatstadt Morristown und im Morris County. Nachdem im Jahr 1776 der New Jersey State Council als Oberhaus der Staatslegislative ins Leben gerufen worden war, zog er in diese Parlamentskammer ein, der er bis 1780 angehörte. Als Befürworter der Unabhängigkeitsbewegung war er auch Mitglied des örtlichen Committee of Safety.
Von 1781 bis 1783 vertrat Condict die Interessen seines Heimatstaates im Kontinentalkongress, der zu dieser Zeit in Philadelphia tagte. Danach wurde er Abgeordneter im Parlament von New Jersey, der General Assembly, der er von 1791 bis 1794, von 1796 bis 1798 und noch einmal im Jahr 1800 angehörte. Von 1792 bis 1794 sowie im Jahr 1797 war er der Speaker dieser Parlamentskammer.
Condict starb 1801 in seinem Geburtsort Morristown und wurde dort auch beigesetzt. Sein Neffe Lewis Condict und sein Urenkel Augustus W. Cutler saßen später als Abgeordnete aus New Jersey im Repräsentantenhaus der Vereinigten Staaten.